# Medal of Honor: Underground
Medal of Honor: Underground је директни наставак рачунарске игре Medal of Honor. У овој игри играч је у улози Манон Батист, Францускиње која је члан покрета отпора и која је у првој игри била један од надређених. Радња игре се дешава пре радње прве игре када САД још увек нису ушле у рат. Како радња напредује Манон регрутује ОСС. Као члан ове организације она извршава многе мисије у Европи и Африци.
Игра је првобитно објављена за PlayStation конзоле 27. октобра 2000. године. Развио ју је DreamWorks Interactive студио, а издала компанија Electronic Arts. Игра је такође издата за Game Boy Advance 25. новембра 2002. године. Спада у жанр пуцачина у првом лицу. Игру је за ову платформу развио Rebellion, а објавио ју је Destination Software Inc.

## Игра
Игра је слична као и претходни наставак по питању гејмплеја са додатком нових наоружања, као што су Стенов аутомат и ракетни бацач тј. зоља. Новитет је и фотоапарат, који Манон носи док је прерушена у немачког фотографа, притом са истим може усликати одређене документе и одвући пажњу стражарима. Такође локације су доста веће и живописније.

## Прича
Прича се састоји од седам епизода и једне бонус епизоде. Овде ћемо размотрити само главну причу:
- Играч је стављен у улогу Манон Батист, младе францускиње која је мирно живела у Паризу са братом Жаком док није избио рат. Оснива се покрет отпора чији члан је и Манонин брат. Прихвата задатак да помогне брату у крађи камиона са муницијом и оружјем од стране окупатора, међутим Манон успева да се извуче за разлику од брата који је убијен у камиону од стране Вишијевске. Манон уз помоћ неколико братових пријатеља, међу којима је и Фабрис Делакроа, бежи из Француске и упознаје пуковника Харгрова, који јој нуди да се учлани у ОСС, дајући јој прилику да настави борбу против Нациста. Надређени јој је капетан Тед Аубрик Она прихвата и отискује се у следећих неколико мисија:
- Шпијунажа у Северној Африци у области Казабланке;
- Саботажа топова у Грчкој на острву Крит;
- Истраживање Химлерове СС дивизије у близини Вевелсбурга;
- Спасавање пилота у манастиру Монте Касино;
- Саботажа Фау 1 бомби у фабрици у Немачкој;
- Повратак у Француску током ослобођења.

Током ослобађања Париза, успева да нанесе велики ударац Вишијевској полицији и успева да онеспособи железницу. Својим акцијама, Манон освећује смрт свог брата. Одлучује да настави да се бори до краја рата. Као и у претходном наставку компетирањем игре играч добија медаљу части.

## Оцене
Часопис ИГН је игру оценио са 9.0.